# Wilfried Hilgert

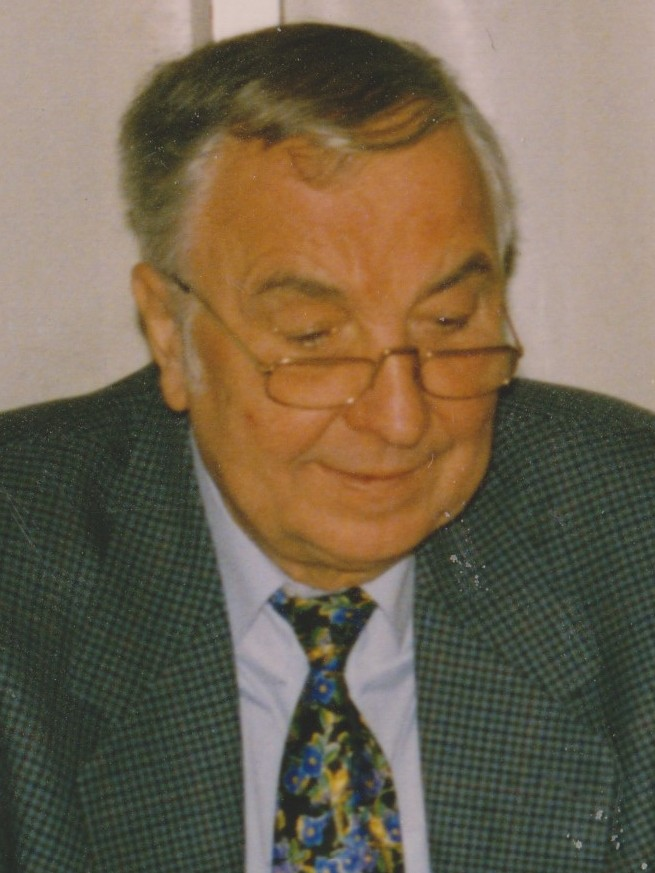
Wilfried Hilgert (1997)

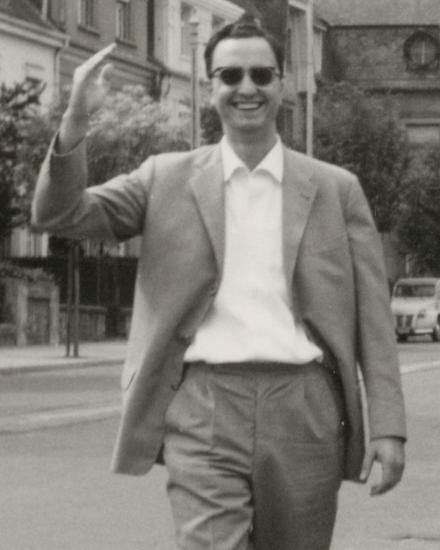
Wilfried Hilgert (1963)

Wilfried Wilhelm Hilgert (* 8. Juni 1933 in Parey; † 11. November 2016) war ein deutscher Unternehmer und Schachmäzen. Im Mai 2002 sprach ihm der Deutsche Schachbund Dank und Anerkennung in Form einer Ehrenurkunde aus.

## Unternehmer
Hilgert war zunächst im Hotelfach tätig. 1955 begann er mit einem Startkapital von 5000 Mark ein Geschäft als Grundstücks- und Immobilienmakler, welches rasch expandierte. Mitte der 1960er-Jahre umfasste sein Besitz Häuser mit 1200 Wohnungen.
Um 1970 erwarb Hilgert die in Konkurs gegangene Glückstädter Heringsfischerei und eine weitere Reederei. Sein Unternehmen verfügte zeitweise über acht Heringslogger und zwei Hecktrawler und war Marktführer für Matjesheringe in der Bundesrepublik Deutschland.
Den Fußballverein 1. FC Köln unterstützte er – obwohl er nach eigenem Bekunden eigentlich Schalke-Fan war – ab 2009 mit einem günstigen Kredit über knapp 11 Millionen Euro. Als er verstarb, war der Kredit bereits vollständig zurückgezahlt.

## Schachmäzen

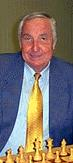
Hilgert, Porz 1999

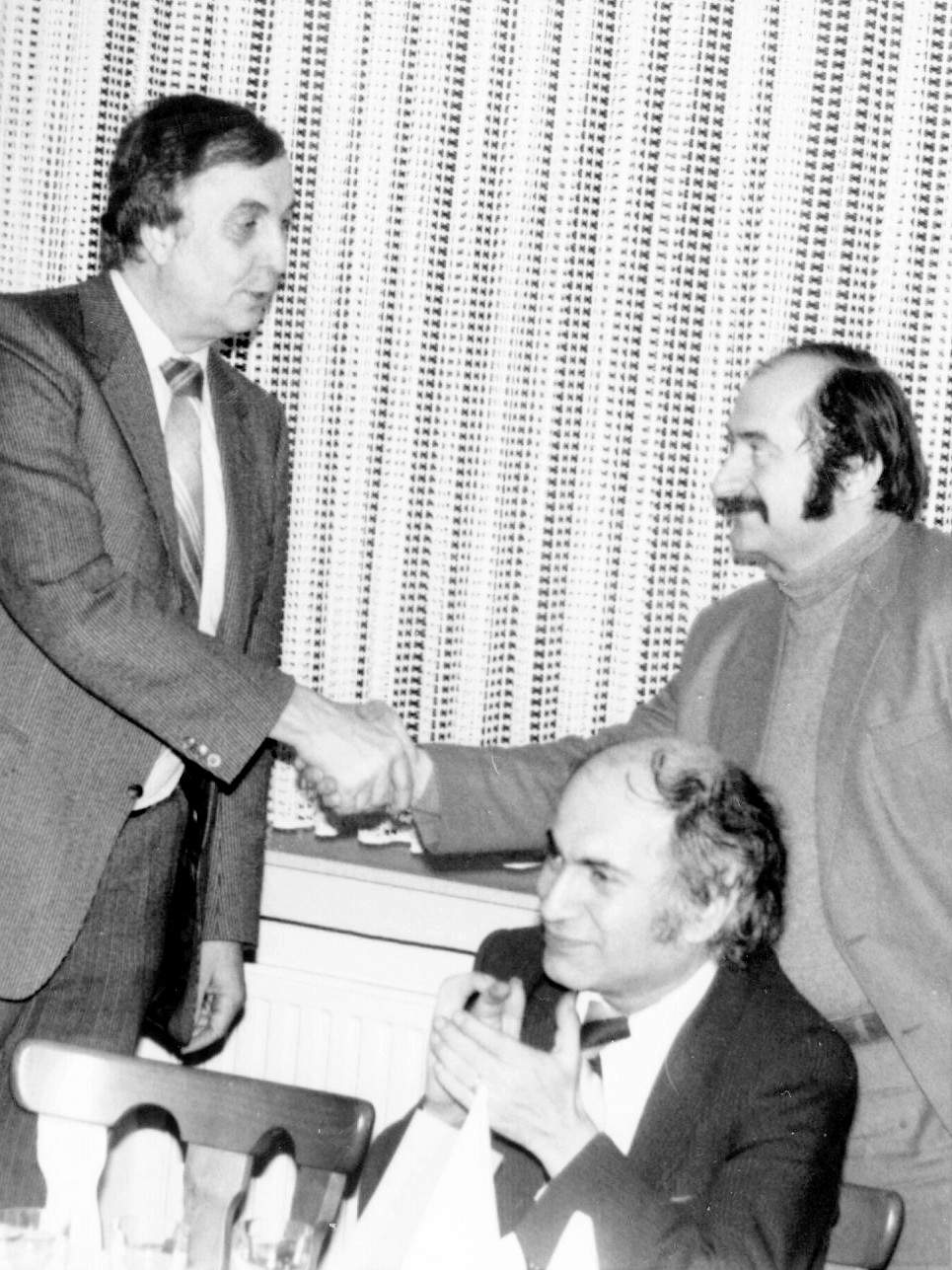
Hilgert und Michail Tal (sitzend), Anfang der 90er Jahre

Hilgert erlernte das Schachspiel mit fünf Jahren. Von 1957 bis zu seinem Tod war er Mitglied der SG Porz, in deren 1. Mannschaft er über 20 Jahre lang spielte.
Er hat seinen Verein über lange Jahre finanziell unterstützt und so zum sportlichen Erfolg beigetragen.
Im Jahre 1980 leitete er die Delegation von Robert Hübner, der zu der Zeit Mitglied der SG Porz war, bei dessen Kandidatenfinale gegen Viktor Kortschnoi in Meran. Während des Matches gab Hilgert eine Reihe von Interviews. Hübner brach das Match nach 10 Partien ab und verließ danach auch die SG Porz. Hübner kehrte erst 1995 nach dem Rückzug seines damaligen Vereins, der Schachabteilung des FC Bayern München noch einmal für zwei Spielzeiten nach Porz zurück.
Bis zur Saison 2006/2007 spielte die 1. Mannschaft der SG Porz in der ersten Schachbundesliga. Von 1990 bis 1992 spielte auch Exweltmeister Michail Tal in der Porzer Mannschaft, mit der er am 8th European Club Cup 1991/1992 teilnahm.
Zur Saison 2007/2008 zog der Verein seine erste Mannschaft zurück, da Hilgert mit der neuen, vom Deutschen Schachbund unabhängigen Form des Turnieres als „Bundesliga e. V.“ nicht einverstanden war. Dabei missfiel ihm die Vernachlässigung des Amateur- und vor allem des Jugend-Bereichs.
Hilgert war auch weiterhin der Mäzen des Vereins und förderte die 1. Mannschaft, die nach dem Rückzug aus der Schachbundesliga fast geschlossen in der 2. Bundesliga West weiterspielte. Zudem unterstützte er auch ansonsten die SG Porz, insbesondere die aktuell 24 Jugendmannschaften.